# 八代市立日奈久小学校
八代市立日奈久小学校（やつしろしりつ ひなぐしょうがっこう）は、熊本県八代市竹之内町にある公立の小学校。

## 概要
歴史
1875年（明治8年）創立。現校名となったのは1955年（昭和30年）。2024年（令和6年）に創立150周年を迎えた。
校章
中央に校名の頭文字である「日」の文字を配している。
校歌
作詞は八波則吉、作曲は若狭万次郎による。歌詞は3番まであり、1番の歌詞中に校名の「日奈久」が登場する。
通学区域
 : 八代市のうち「日奈久新開町、日奈久大坪町、日奈久新田町、日奈久山下町、日奈久竹之内町、日奈久塩北町、日奈久塩南町、日奈久浜町、日奈久東町、日奈久中町、日奈久上西町、日奈久中西町、日奈久下西町、日奈久馬越町」。中学校区は八代市立日奈久中学校。

## 沿革
- 1875年（明治8年）- 「日奈久小学校」が創立。
- 1879年（明治12年）- 千小田に「千代永小学校」が創立。
- 1888年（明治21年）- 小学校2校（日奈久・千代永）の統合により、「尋常日奈久小学校」が創立。
- 1889年（明治22年）4月1日 - 町村制の施行により、葦北郡1町（日奈久）2村（千小田・日奈久）が統合の上、「日奈久村」が成立。
- 1892年（明治25年）- 「日奈久尋常小学校」に改称。
- 1896年（明治29年）- 高等科を併置の上、「日奈久尋常高等小学校」に改称。
- 1902年（明治35年）4月1日 - 町制施行により、「日奈久町」となる。日奈久工業補習学校を設置。
- 1908年（明治41年）4月 - 改正小学校令により、尋常科（義務教育年限）が4年制から6年制に改められる。これにより、従来の尋常科4年・高等科4年が「尋常科6年・高等科1年」に改められる。
- 1941年（昭和16年）4月1日 - 国民学校令施行により、「日奈久町日奈久国民学校」に改称。尋常科を初等科に改める。
- 1947年（昭和22年）- 学制改革が行われる（六・三制の実施）。
  - 4月1日 - 国民学校初等科は、新制小学校「日奈久町立日奈久小学校」に改組・改称。
  - 4月22日 - 国民学校高等科は青年学校普通科とともに、新制中学校「日奈久町立日奈久中学校」に改組・改称。
- 1955年（昭和30年）4月1日 - 八代市への編入により、「八代市立日奈久小学校」（現校名）に改称。

## 交通アクセス
最寄りの鉄道駅
- 肥薩おれんじ鉄道線 「日奈久温泉駅」

最寄りのバス停留所
- 九州産交バス 「日奈久温泉駅前」停留所

最寄りの完成道路
- 国道3号
- 南九州西回り自動車道（八代日奈久道路・日奈久芦北道路）「日奈久IC」

## 周辺
- 八代市立日奈久中学校
- 日奈久温泉
- ウインズ八代